# Elisabeth Flickenschildt
Elisabeth Flickenschildt, född 16 mars 1905 i Hamburg, Kejsardömet Tyskland, död 26 oktober 1977 i Guderhandviertel, Regierungsbezirk Stade, Västtyskland, var en tysk skådespelare. Flickenschildt filmdebuterade 1935 och medverkade i tyska filmer och TV-produktioner fram till 1976. Från 1932 var hon medlem av NSDAP och medverkade under denna period i flera propagandafilmer. Hon hade under många år ett nära samarbete med Gustaf Gründgens som efter andra världskriget regisserade henne i föreställningar på Düsseldorfer Schauspielhaus och Deutsches Schauspielhaus i Hamburg.

## Filmografi, urval
- 1935 – Storstädning
- 1937 – Den sönderslagna krukan
- 1939 – Utan vigselring
- 1941 – Ohm Krüger
- 1942 – Den store segraren
- 1942 – Rembrandt – målaren och hans modeller
- 1943 – Det gåtfulla leendet
- 1943 – Gammalt hjärta blir åter ungt
- 1953 – Hokuspokus
- 1958 – Bedårande barn av sin tid
- 1958 – Förälskad i maj
- 1958 – Scampolo
- 1959 – Labyrint
- 1960 – Faust
- 1963 – Heta förbindelser
- 1965 – En miljard i en biljard
- 1976 – MitGift